# Elisa Kufferath
Elisa Kufferath (soms ook: Eliza) (Schaarbeek, 28 december 1875 – na 1900) was een Belgische celliste. Alhoewel zij afkomstig was vanuit het Duits-Belgische componisten en muzikantengezin Kufferath, is het niet duidelijk hoe de familiebanden precies zijn. Volgens documenten uit het Koninklijk Conservatorium Brussel geeft zij een mijnheer Stielen als haar vader  aan. Het was geen dochter van de eveneens in België (Gent en Brussel) werkende en levende Louis Kufferath. Misschien was haar moeder een geboren Kufferath, maar van de zussen van de componistenbroers Johann Hermann, Louis en Hubert-Ferdinand Kufferath met namen Anna Maria Kufferath (1798-1864), Anna Gertrud Kufferath (1800-1801) en Anna Gertrud Kufferath (1813-1896) zijn alle ook in hun geboorteplaats Mülheim an der Ruhr - en niet in een Belgische gemeente of stad - overleden. De genealogische gegevens van haar één jaar oudere zuster, de harpiste Jeanne Kufferath zijn eveneens niet bekend. In ieder geval waren zij nichten van de dirigent, cellist, librettist, musicoloog, tolk, muziekcriticus en voormalige directeur van de Koninklijke Muntschouwburg Maurice Kufferath en diens zuster, de zangeres (sopraan) Antonia Kufferath.

## Levensloop
Kufferath studeerde vanaf oktober 1888 cello aan het Koninklijk Conservatorium Brussel bij Edouard Jacobs (1851−1925), de opvolger van Joseph Servais (1850−1885) aan het conservatorium. Verder studeerde zij muziektheorie bij Gustave Huberti (1843−1910) en Joseph Dupont (1838−1899) aan hetzelfde instituut. Kamermuziek studeerde zij bij haar oom Hubert Ferdinand Kufferath. In 1894 behaalde zij een eerste prijs cello. Zij verzorgde haar debuut in november 1895 met het celloconcert van Adrien François Servais in het Concertgebouw in Amsterdam met het Koninklijk Concertgebouworkest onder leiding van Willem Mengelberg. In een kritiek in het dagblad De Amsterdammer prees de recensent Simon van Milligen de celliste als ...een hoogst muzikale natuur. Hare wijze van voordracht en spel getuigen reeds zeer van meesterschap, maar hij kritiseerde de werkkeuze, diens ...halsbrekende toeren en salto mortales... gedeeltelijk te veel eisen van de celliste. Er volgden concerten in Gent en nog andere Belgische steden. In 1896 verzorgde zij in Berlijn een gezamenlijk optreden met haar zuster Jeanne Kufferath (1874-?), een harpiste.
In 1897 verzorgde zij optredens in de door haar neef Maurice Kufferath georganiseerde concertreeks Grands maîtres de la musique in Brussel. In 1899 geeft zij een gezamenlijk optreden met haar zuster Jeanne in de "Salle Erard" in Parijs en oogst een goede recensie. Uit een uitgebreid artikel in het magazine "The Strad" is gebleken, dat zij ook optredens in het Verenigd Koninkrijk verzorgde. In 1900 bericht de Musical Times van een concert in Londen. Daarna zijn geen verdere artikelen meer verschenen en het spoor van deze celliste verdwijnt.